# Вільям Сафайр
Вільям Льюїс Са́файр (англ. William Lewis Safire, МФА: [ˈsæfaɪər]), при народженні Вільям Льюїс Сафір (англ. William Lewis Safir); 17 грудня 1929 — 27 вересня 2009) — американський автор, оглядач, журналіст і президентський спічрайтер. Він був тривалий час синдикованим політичним оглядачем газети New York Times і автором книги «Про мову» в New York Times Magazine, колонки про популярну етимологію,  нові або  незвичайні звичаї, пов'язані спочатку з іншомовною темою.

## Молоді роки і освіта
Вільям Льюїс Сафір народився в Нью-Йорку, син Іди (народжена Паніш) та Олівера Крауса Сафіра. Його сім'я була єврейською, і походить з батьківського боку з Румунії. Сафір пізніше додав «е» до свого прізвища з причини вимови, хоча декотрі його родичі продовжують використовувати оригінальне написання.
Сафайр закінчив Середню школу науки в Бронксі, в спеціалізованій школі в Нью-Йорку. Він вчився в Сіракузському університеті, але кинув його після двох років навчання. Він виступив з промовою в Сіракузах в 198 і 1990 роках, і став довірчим власником університету.

## Кар'єра
Він мав відношення до громадської виконавчої влади з 1955 до 1960 року. Раніше він був радіо та телевізійним продюсером і армійським кореспондентом. Він працював як публіцист в сфері житлового будівництва, модель дому якого виставлена на американській виставці в парку «Сокільники» в Москві в 1959 році — той, у котрому Річард Ніксон  та Микита Хрущов проводили свої відомі «Кухонні дебати». Сафайр були зроблені широко розповсюджені фотографії цієї події.
Сафайр приєднався до кампанії Ніксона в президентській гонці в 1960 році, і знову в 1968 році. Після перемоги Ніксона 1968 року, Сафайр служив спічрайтером для нього і для Спіро Агню; він добре відомий тим, що створив Агню відомий термін «прокляті натінки набів негативізму».
Сафайр підготував виступ під назвою «У випадку катастрофи на Місяці» для читання президентом Ніксоном на телебаченні, якби астронавти на Аполлоні-11 опинились на Місяці. Згідно планів, Місія керування дозволить «закрити комунікації» з Аполлон-Місячним Модулем і священик засвідчив би, що їхні душі «глибше глибокого», для загальних мас це прирівнюється «похованню в морі». Були заплановані також дзвінки дружинам космонавтів. Промова виникла в доповідній записці Ніксону від Сафайр начальнику штабу Х. Р. Холдеману, який запропонував думку, що протокол адміністрації може бути наслідком у відповідь на такі катастрофи.
Останні рядки підготованого тексту містять алюзію на Руперта Брукаса, зокрема його вірш «Солдат» часів Першої світової війни. В 2013 році в статті журналу «Внутрішня політика» Джошуа Кіттінг включив промову як одну із шести записів в список «Найвеличніші представлені світу промови», ніколи раніше не роблені.
Він приєднався до New York Times в якості політичного оглядача в 1973 році. Скоро Сафайр зрозумів, що він був об'єктом санкціонованого Річардом Ніксоном телефонного прослуховування з метою "національної безпеки", і, зазначивши, що він працював лише над внутрішніми справами, писав так, як він пізніше описав, з «прихованою люттю», що він не тоді не працював на Ніксона , «щоб він, або якісь „ящури під кришкою“, не діяли без його згоди, прослуховуючи мої розмови».
В 1978 році Сафайр отримав Пулітцерівську премію за коментарі про допущені бюджетні порушення з боку Берта Ланса; в 1981 році Ланс був виправданий судом присяжних по всіх дев'яти пунктах обвинувачення. 27 жовтня 1980 року колонка Сафайра під назвою «Аятолла голосів» у виборчій рекламі в кампанії Рональда Рейгана в тогорічних президентських виборах.
Сафайр є автором дотепної назви промови тодішнього президента Джорджа Буша-старшого, у Верховній Раді УРСР. За 3 тижні до розвалу Радянського Союзу, Президент Буш застерігав українських парламентарів від «суїцидального націоналізму». Сафайр влучно назвав ту промову Промова «Котлета по-київськи».
Сафайр також часто з'являвся на каналі NBC у передачі «Зустрічі з пресою».
Після оголошення припинення політичної колонки Сафайра в 2005 році, Артур Окс Сульзберґер-молодший, тодішній видавник New York Times, сказав: «New York Times без Білла — це щось неймовірне; Біллові провокативні і проникливі коментарі полонили наших читачів, з тих пір, як вони вперше удостоїли наші рубрики в 1973 році. Читання його рубрики стало важливою та приємною частиною дня для наших читачів по всій країні та по всьому світі. Неважливо, погоджуєтесь ви з ним чи ні, його тексти — це захоплююче, інформативно та цікаво».
Сафайр був членом Ради Пулітцерівської премії з 1995 по 2004 рік. Після припинення виходу його колонки, він став штатним керівником Фонду Дана, де він був головою з 2000 року. В 2006 році Сафайр був нагороджений Президентською Медаллю Свободи президентом США Джорджем В. Бушем.
Частини ФБР-файлів Сафайр були опубліковані в 2010 році. Документи «деталі заказаного прослуховування адміністрації Ніксона» включали «прослуховування телефонних розмов» Сафайр.

## Написане англійською
В доповнення до його політичних рубрик, Сафайр написав рубрику «Про мову», в щотижневику New York Times Magazine від 1979 року до місяця своєї смерті. Багато з рубрик були зібрані в книги. На думку лінгвіста Джефрі Палума, з роками він став менш «граматичним занудою», ‒ і Бенджамін Циммер зсилався на його готовність вчитись від описуючих лінгвістів.
Ще одна книга про мову була «Нова мова політики» (1968 рік), яка склалась в те, що Циммер назвав Сафайр «magnum opus» (найбільш амбіційна робота вченого), «Політичний словник Сафайра».

## Політичні погляди
Сафайр описав себе «лібертаріансько-консервативним». В статті у Washington Post в кінці своєї рубрики цитує свої слова на цю тему: «Я готовий вбити консерваторів, коли вони роблять речі, які не є свободолюбними. [Після 9/11 нападів] я був першим, аби дійсно піти після Джорджа В. на його звернення до ув'язнених».
Після голосування за Білла Клінтона в 1992 році, Сафайр став одним з ведучих критиків адміністрації Клінтона. Гілларі Клінтон, зокрема, була часто об'єктом його гніву. Він спровокував суперечки 8 січні 1996 року, що виникли, коли він, переглянувши її записи, дійшов висновку, що вона «вроджена брехуха». Вона не відповіла на конкретні приведені приклади, але сказала, що в неї немає докорів сумління, це було заради її матері. Зі слів на той час прес-секретаря президента: «Президент, якби він не був би Президентом, привів би більше рішучих відповідних заходів, які на мосту носа містера Сафайр».
Сафайр був одним і декількох голосів, котрі закликали до війни з Іраком, і передбачували «швидку війну» та писав: «Іракці, що вітають своїх визволителів, приведуть Арабський світ до демократії». Він послідовно навів приклад, в свій час — рубрики, що іракський агент розвідки зустрівся з Мухаммедом Атта, одним з нападаючих 9/11, в Празі, якого він назвав «беззаперечним фактом» теорії, яка була оскаржена ЦРУ і іншими розвідувальними агентствами.  Сафайр наполягав на тому, що теорія була правдивою, і використовував її, аби спровокувати війну проти Іраку. Він неправильно передбачив, що «звільнення вчених» приведе коаліційні сили до сховища зброї масового ураження, яку ніхто з інспекторів не зможе знайти.
Сафайр був наполегливо про-ізраїльським. Він отримав нагороду Вартового Сіону з бар-Іланського університету в 2005 році. Президент Джордж У. Буш призначив його в склад Почесної делегації, щоб супроводжувати його в Єрусалим на святкування 60-річчя Держави Ізраїль в травні 2008 року.

## Смерть
Сафайр помер від панкреатичного раку в хоспісі  в місті Роквілл, штат Меріленд, 27 вересня 2009 року, у віці 79 років. Він пережив свою дружину, Белмар Елен (Джуліус); їхніх дітей, Марк та Анабель, і внучку — Лілі.